# Brinzauls
Brinzauls (toponimo romancio; in tedesco Brienz, in italiano Brienzola, desueto) è una frazione di 124 abitanti del comune svizzero di Albula, nella regione Albula (Canton Grigioni).

## Geografia fisica
Brinzauls è situato nella valle dell'Albula, sulla sponda destra. Dista 26 km da Coira, 31 km da Davos e 52 km da Sankt Moritz. Il punto più elevato del territorio è la cima del Lenzerhorn (2 906 m s.l.m.), sul confine con Lantsch.

## Storia
Il nome appare per la prima volta nell'840 circa come Brienzola e deriva dal latino "primum solum" che identifica un avamposto di soldati romani. Nel XII secolo Brinzauls faceva capo alla diocesi di Coira, sotto il controllo di varie signorie tra le quali quella dei baroni Von Vaz. Brinzauls viveva, oltre che per la pastorizia, grazie agli introiti dei dazi riscossi per i passaggi nella valle dell'Albula. Nel 1874 il villaggio venne distrutto da un incendio.

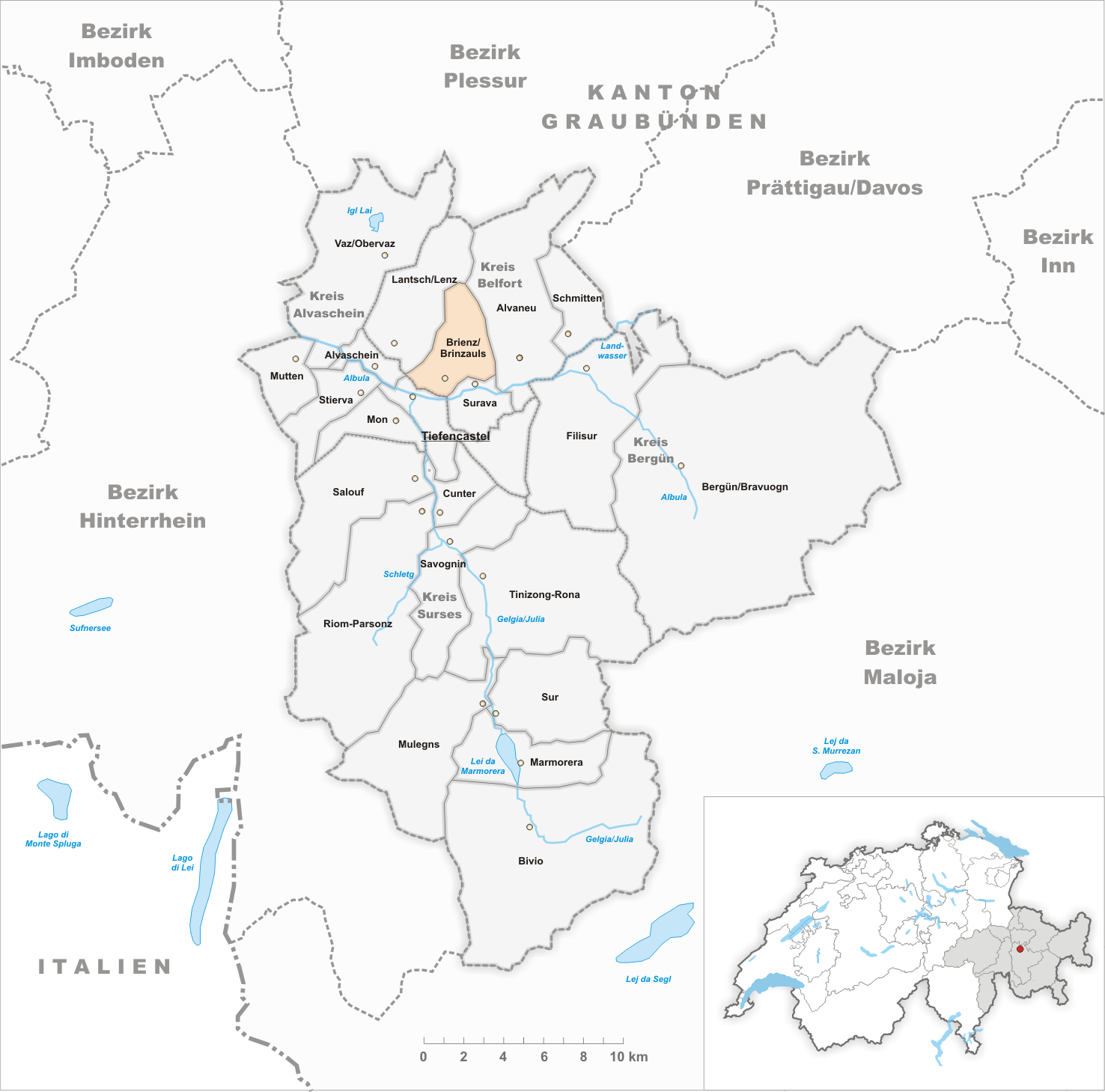
Il territorio del comune di Brinzauls prima degli accorpamenti comunali del 2015

Fino al 31 dicembre 2014 è stato un comune autonomo (nome ufficiale: Brienz/Brinzauls) che si estendeva per 13,37 km² e che comprendeva anche la frazione di Vazerol; nel 1869 inglobò il comune soppresso di Surava, tornato autonomo nel 1883. Il 1º gennaio 2015 Brinzauls è stato accorpato agli altri comuni soppressi di Alvaneu, Alvaschein, Mon, Stierva, Surava e Tiefencastel per formare il nuovo comune di Albula. Nel 2023 il villaggio viene fatto evacuare a causa di uno smottamento del monte situato a qualche centinaia di metri dall'abitato. Nonostante ciò, la frana non colpisce il villaggio.
Sabato 9 novembre è stato annunciato l'evacuazione totale di Brienz che entro domenica 17 novembre 2024 alle ore 13:00 poi sarà zona rossa perché la montagna minaccia di franare 1.200.000 metri cubi di roccia e rischia di seppellire l'intero Villaggio.
Le autorità comunali stanno pensando di abbandonare l'intero Villaggio

### Simboli
Lo stemma è formato da tre anelli dorati che si intersecano su uno sfondo blu, simbolo della costituzione della Repubblica delle Tre Leghe siglata – secondo una tradizione storicamente infondata – nella frazione di Vazerol.

## Monumenti e luoghi d'interesse

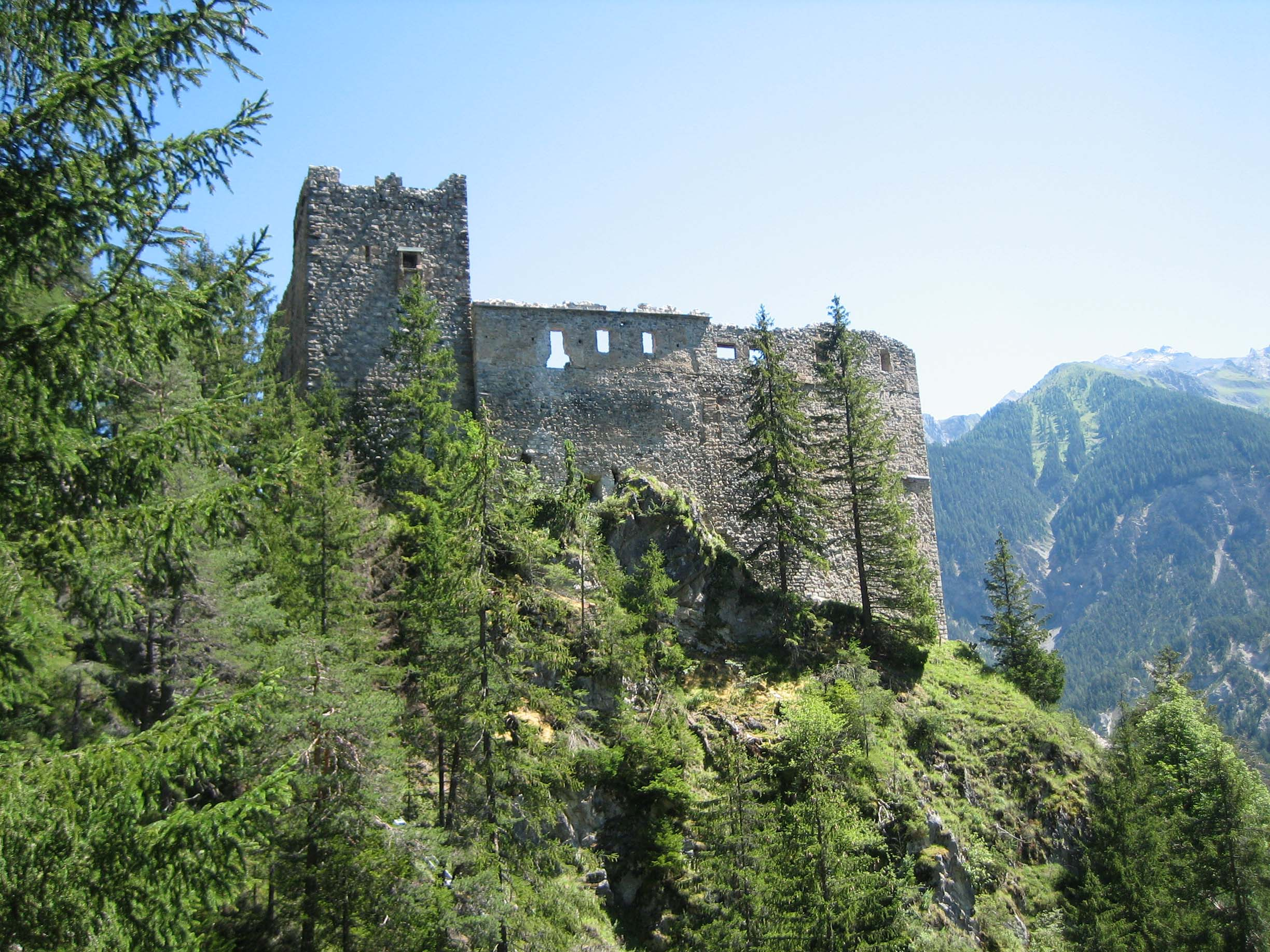
Le rovine del castello Belfort

- Chiesa cattolica di San Callisto, attestata dall'840 circa[1];
- Rovine del castello Belfort, probabilmente costruito dai signori locali nel XIII secolo[1].

## Società

### Evoluzione demografica
L'evoluzione demografica è riportata nella seguente tabella:
Abitanti censiti

### Lingue e dialetti
Un tempo esclusivamente di lingua romancia, il paese ha visto una progressiva espansione del tedesco: oggi il 32% della popolazione parla romancio, il resto parla tedesco.

## Infrastrutture e trasporti
La stazione ferroviaria più vicina è Tiefencastel della Ferrovia Retica, a 5 km. L'uscita autostradale di Thusis, sulla A13/E43, dista 15 km.

## Amministrazione
Ogni famiglia originaria del luogo fa parte del comune patriziale che ha la responsabilità della manutenzione di ogni bene comune.

### Gemellaggi
- Brienz[senza fonte]